# Tang Muzong
Tang Muzong (zijn persoonlijke naam was Li Heng) (795 – 25 februari 824) was keizer van de Chinese Tang-dynastie. Hij regeerde van 820 tot 824. 
Muzong kwam in 820 op de troon nadat eunuchen zijn vader Xianzong (778-820) hadden vermoord. De eunuchen hadden de macht op het hof in handen. Muzong was een decadente wellusteling die zich nauwelijks om bestuurlijke zaken bekommerde. Vier jaar later overleed hij na een incident bij het spelen van polo. 